# Hugh Cecil, 1:e baron Quickswood
Hugh Richard Heathcote Gascoyne-Cecil, 1:e baron Quickswood, född 14 oktober 1869, död 10 december 1956, var en brittisk konservativ politiker. Han var bror till James Gascoyne-Cecil, 4:e markis av Salisbury och Robert Cecil, 1:e viscount Cecil av Chelwood.

## Politisk karriär
Cecil inträdde 1895, efter studier i Eton och Oxford, som konservativ medlem av underhuset och vann snart uppmärksamhet genom sin vältalighet och sin religiösa idealitet. På grund av sin positiva inställning till frihandel förlorade han sitt mandat vid valen januari 1906 men återvände 1910, denna gång som representant för Oxfords universitet. Han deltog som sådan livligt i debatten om överhusets ställning.
Senare drog sig Cecil alltmer tillbaka från politiken, men han behöll sin plats i underhuset till år 1937. År 1941 blev han peer.
Hans skrift Conservatism (1912) utgavs i svensk översättning, Konservatismen, av C.N. Carleson på Tidens förlag år 1913.